# Dobropole Wąskotorowe
Dobropole Wąskotorowe – zlikwidowany przystanek stargardzkiej kolei wąskotorowej w Dobropolu, w województwie zachodniopomorskim, w Polsce. Przystanek został zamknięty 10 czerwca 2001 roku.